# Machilus microphylla
Machilus microphylla är en lagerväxtart som först beskrevs av Hsi Wen Li, och fick sitt nu gällande namn av L.Li, J.Li & H.W.Li. Machilus microphylla ingår i släktet Machilus och familjen lagerväxter. Inga underarter finns listade i Catalogue of Life.